# Bergwald-Kräuterspanner

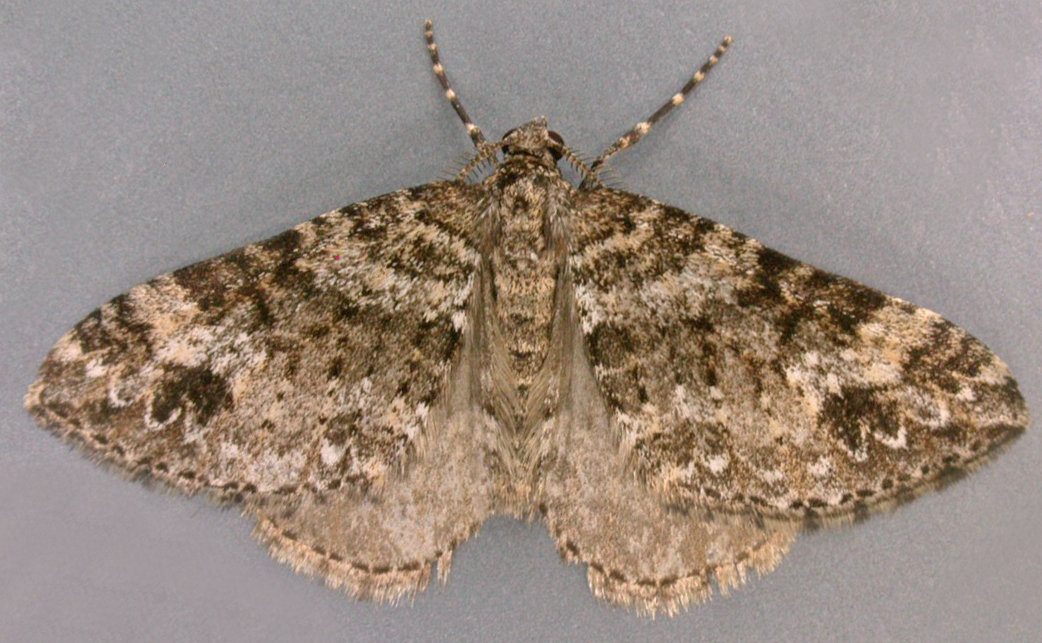
Bräunliche Farbvariante

Der Bergwald-Kräuterspanner (Mesotype didymata, Syn.: Perizoma didymata), zuweilen auch Anemonen-Blattspanner genannt, ist ein Schmetterling aus der Familie der Spanner (Geometridae). Der Artname leitet sich von dem griechischen Wort δίδυμος mit der Bedeutung „doppelt“ ab und bezieht sich auf den schwärzlichen Doppelfleck auf der Vorderflügeloberseite der Falter.

## Merkmale

### Falter
Die Falter erreichen eine Flügelspannweite von 18 bis 24 Millimetern. Zwischen den Geschlechtern besteht farblich kein Unterschied. Die Flügelfarbe variiert auf der Oberseite von hellgrau bis hin zu rötlich braun. Arttypisch ist ein auf der Vorderflügeloberseite befindlicher schwarzer Doppelfleck, der die helle Wellenlinie berührt. Dadurch sind die Falter unverwechselbar. Die Diskalregion ist mehr oder weniger stark verdunkelt und von helleren Bändern eingefasst. Entlang des Saums erstreckt sich eine aus schwarzen Punkten gebildete Linie, die sich auf den Hinterflügeln fortsetzt. Die Hinterflügeloberseite hat eine graubraune Farbe und ist mit schwachen Querlinien und einem dunklen Saumband versehen.

### Raupe
Ausgewachsene Raupen sind grünlich gefärbt und zeigen gelbe Segmenteinschnitte, eine dunkle Rückenlinie sowie einen weißlichen Seitenstreifen, eine helle Bauchfläche und einige dunkelgraue, borstenähnliche Haare.

## Verbreitung und Lebensraum
Das Verbreitungsgebiet des Bergwald-Kräuterspanners erstreckt sich vom Kaukasus und dem Ural durch Russland bis in den äußersten Westen Europas, einschließlich der Britischen Inseln. Die nördlichste Verbreitung reicht bis nach Lappland und auf die Färöer-Inseln. Hauptlebensraum sind lichte Laub- und Mischwälder, Schonungen, Heiden, Hochmoore, krautige Hänge und Waldwiesen. In den Alpen steigt die Art bis in Höhen von 2000 Metern.

## Lebensweise
Die Falter sind dämmerungs- und nachtaktiv, zuweilen fliegen sie schon am Nachmittag. Sie bilden eine Generation im Jahr, die von Juni bis September anzutreffen ist. Nachts erscheinen sie an künstlichen Lichtquellen. Die Raupen ernähren sich von den Blättern verschiedener Pflanzen, beispielsweise von Heidelbeere (Vaccinium myrtyllus), Rauschbeere (Vaccinium uliginosum), Fuchsschem Greiskraut (Senecio fuchsii) oder Gelbem Enzian (Gentiana lutea). Die Raupen wurden auch an Busch-Windröschen (Anemone nemorosa) gefunden. Die Art überwintert im Eistadium.